# Frederik Willem I van Brandenburg
Frederik Willem (Duits: Friedrich Wilhelm) (Berliner Stadtschloss, Cölln, 16 februari 1620 — Potsdam, 9 mei 1688) was keurvorst van Brandenburg en hertog van Pruisen - en dus de heerser van Brandenburg-Pruisen - van 1640 tot zijn dood. Frederik Willem was een lid van het Huis Hohenzollern en was in de volksmond bekend als "de Grote Keurvorst" (Duits: Der Große Kurfürst). Frederik Willem was een fervent aanhanger van het calvinisme, wat in verband werd gebracht met de opkomende commerciële klasse. Hij zag het belang van handel en promootte die hevig. Zijn slimme binnenlandse hervormingen gaven Pruisen een sterke positie in politieke orde van Noord-Centraal-Europa na de Vrede van Westfalen, en legden de fundamenten voor de omvorming van het hertogdom naar een koninkrijk. Dit werd uiteindelijk bereikt door zijn opvolger, Frederik I van Pruisen. Hij voerde een stoutmoedige buitenlandse politiek met wisselende bondgenootschappen, maar dit leverde uiteindelijk geen substantiële gebiedsuitbreiding op. Een belangrijke verwezenlijking was wel het bekomen van de soevereiniteit van Oost-Pruisen dat tot 1660 een Pools leen was.

## Biografie
Frederik Willem was de zoon van keurvorst Georg Willem en Elisabeth Charlotte van de Palts, dochter van Frederik IV van de Palts. Aangezien Brandenburg geteisterd werd door de verwoestingen door Albrecht von Wallenstein, verbleef hij in de Nederlanden, waar hij tussen 1634-1637 aan de Universiteit van Leiden studeerde. Rond zijn troonsbestijging werd Brandenburg ernstig geteisterd door de Dertigjarige Oorlog (1618–1648). Als reactie hierop voerde hij naar Nederlands voorbeeld hervormingen door; hij centraliseerde het bestuur, hervormde de economie, hief belastingen en bouwde een efficiënt leger op. Hij richtte een staand leger op, aanvankelijk van 6.000 en uiteindelijk van 28.000 man. Bij de Vrede van Münster (1648) verkreeg hij Achter-Pommeren, Minden, Halberstadt en de voogdij over Maagdenburg.
Om steun te krijgen voor zijn hervormingen moest hij wel toegevingen doen aan de landadel. Door het besluit van de Landdag van Brandenburg (1653) kregen de junkers eigen bevoegdheden van politie en rechtspraak op hun grondgebied. Gedurende heel zijn regeerperiode bleef hij in conflict om macht met de landadel, met name in Oost-Pruisen. Zo liet hij in 1679 een junker, kolonel von Kalkstein, oppakken in Warschau. Hij werd naar Pruisen overgebracht en op bevel van Frederik Willem in Memel onthoofd.
Frederik Willem stond in de Noordse Oorlog (1655-1660) aanvankelijk aan de zijde van Zweden, maar liep over naar de Pools-keizerlijke partij. De Amsterdamse burgemeester Johan Huydecoper van Maarsseveen ging in 1655 met een delegatie (oa. met Pieter de Graeff) op bezoek om peetoom te zijn van Karel Emiel, een bondgenootschap te regelen, en een regeling te treffen omtrent een uitstaande schuld. Als pillegift zou Karel Emiel elk jaar een kanon krijgen.

Bij de Vrede van Oliva (1660) werd het hertogdom Pruisen geheel onafhankelijk van Polen. In 1666 verkreeg Frederik Willem Gulik en het hertogdom Kleef. Hij spiegelde zich aan de kunstzinnige Johan Maurits van Nassau-Siegen, die hij in Kleef en Mark als stadhouder had benoemd en met wie hij een intieme band onderhield. Jan Lievens kwam twee jaar naar Oranienburg om in het slot decoraties aan te brengen. In 1671 nodigde Frederik Willem vijftig rijke, uit Wenen verdreven, joden uit om naar Brandenburg te komen en verleende hun handelsvoordelen.

Frederik Willem kocht dertien schilderijen van de Amsterdamse kunsthandelaar Gerrit van Uylenburgh maar trok de echtheid van de schilderijen in twijfel en stuurde ze weer terug.

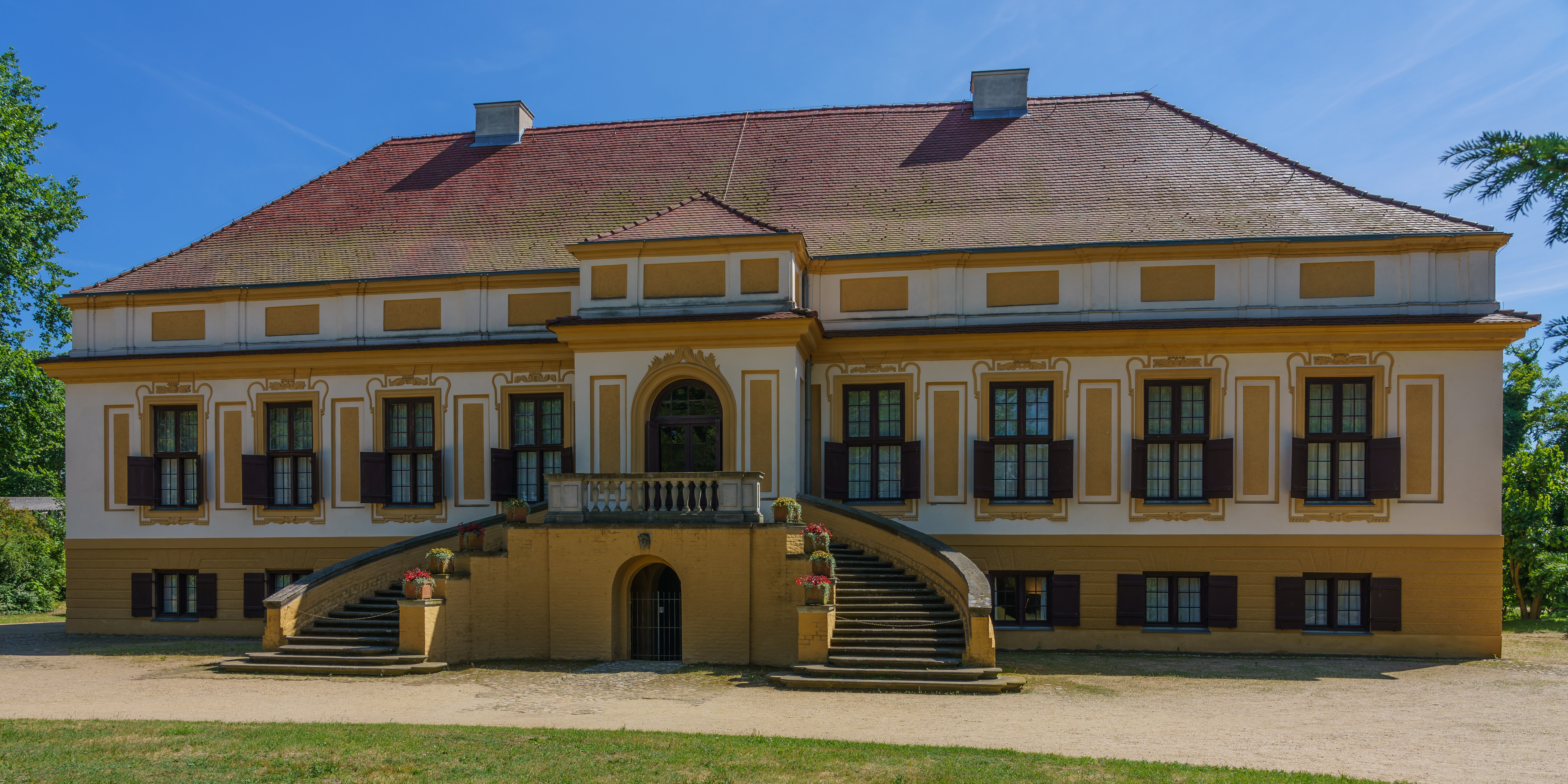
Het landhuis in Caputh met 7.500 Delfts blauwe tegels

In de Hollandse Oorlog (1672) steunde hij de Republiek der Zeven Verenigde Nederlanden tegen Lodewijk XIV. Keizer Leopold I, Spanje en Denemarken sloten zich bij hem aan. Hij ontmoette de keizerlijke troepen onder bevel van Raimondo Montecuccoli bij Halberstadt. Pruisen werd in 1675 een belangrijke speler in het politieke spel, toen hij de door Frankrijk gesteunde Zweden versloeg bij Fehrbellin. Dit leverde hem zijn bijnaam "de Grote Keurvorst" op. Met de verovering van Stettin hoopte Frederik Willem een havenstad in zijn bezit te krijgen en daarmee de buitenlandse handel van Brandenburg te bevorderen, maar bij de Vrede van Nijmegen moest hij de veroverde gebieden weer aan Zweden afstaan. De schuld van ruim 1,2 miljoen gulden, opgebouwd door zijn vader, werd in 1681 omgezet in de overdracht van de Schenkenschanz. In 1682 startte hij de Brandenburgse Afrikaanse Compagnie. In 1685 werden 15.000 Franse hugenoten naar Pruisen uitgenodigd. Dat was een veel belangrijker impuls voor de economie.

## Huwelijken en kinderen

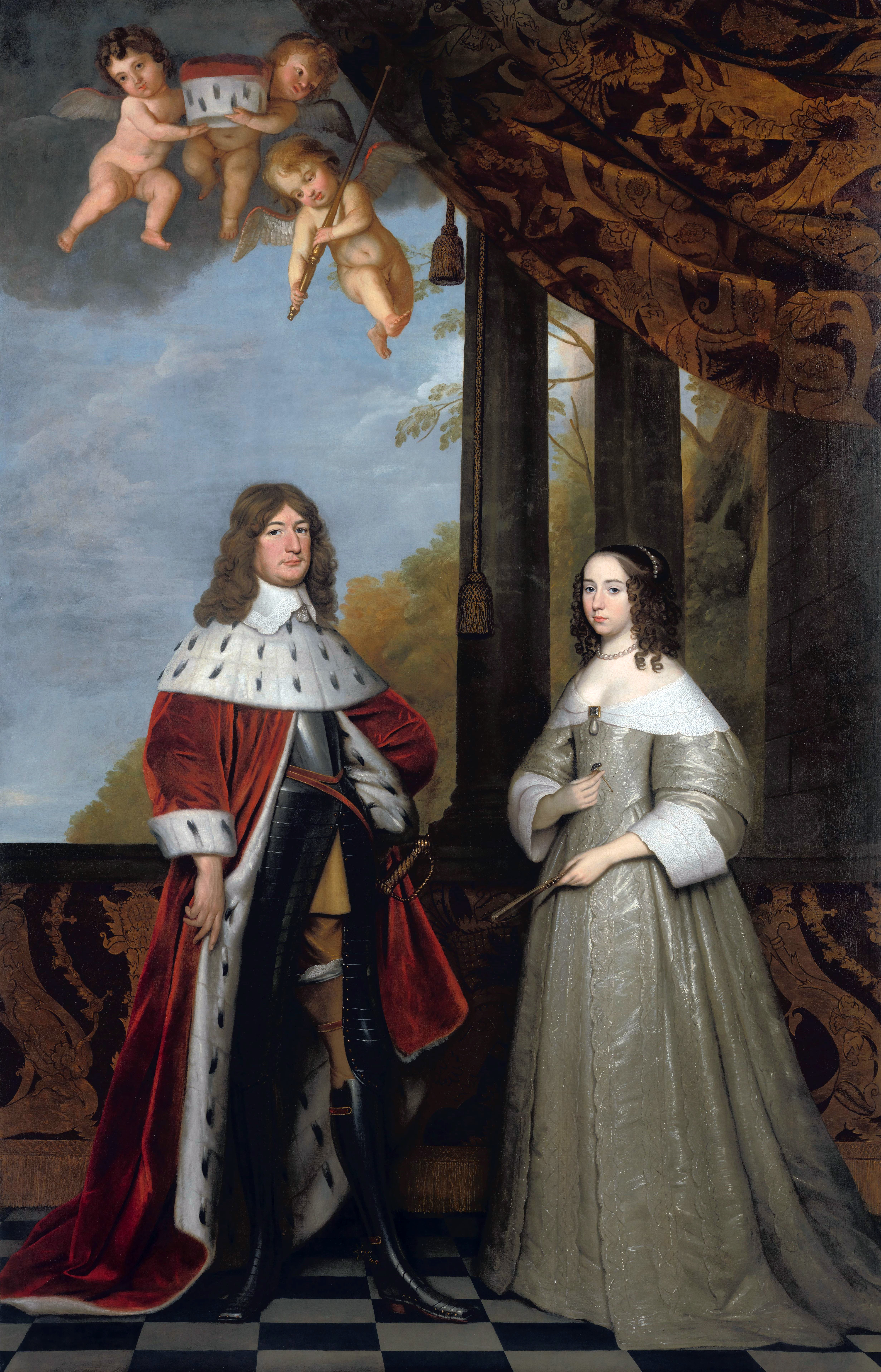
Portret van Friedrich Wilhelm I, keurvorst van Brandenburg en zijn echtgenote Louise Henriette van Nassau. (Gerard van Honthorst)

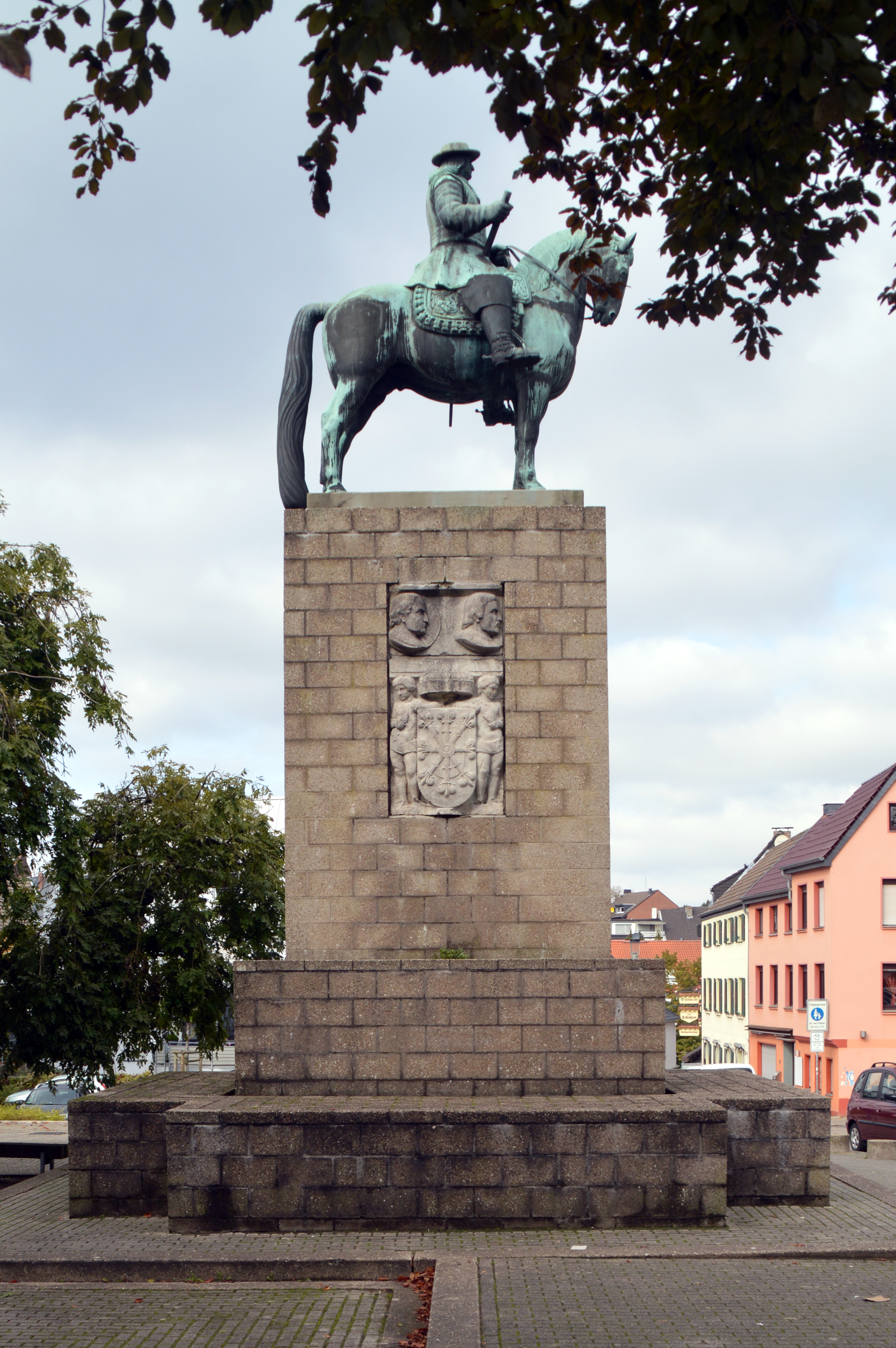
Ruiterstandbeeld van de grote keurvorst Frederik I door Peter Breuer in Kleef

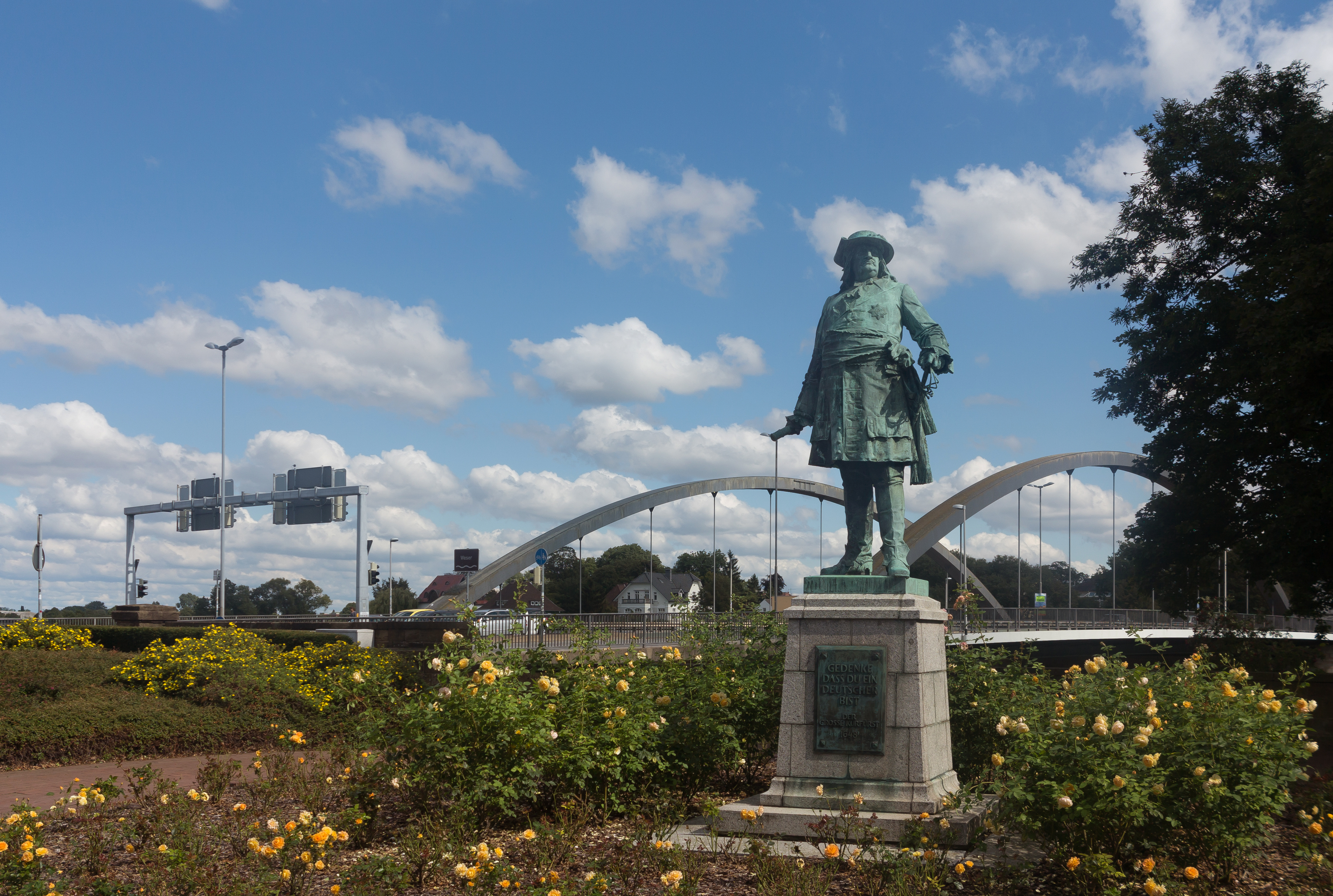
Standbeeld in Minden

Frederik Willem huwde op 7 december 1646 met Louise Henriëtte van Nassau (1627-1667), dochter van Frederik Hendrik van Oranje. Na een aantal miskramen werden uit dit huwelijk zes kinderen geboren:
- Willem Hendrik (1648-1649)
- Karel Emiel, kroonprins van Brandenburg (1655-1674)
- Frederik III (1657-1713), later Frederik I van Pruisen, gehuwd met (1) Elisabeth Henriëtte van Hessen-Kassel en (2) Sophie Charlotte van Hannover
- Amalia (1664-1665)
- Hendrik (1664-1664)[3]
- Lodewijk (1666-1687), trouwde op 7 januari 1681 in Königsberg met prinses Louise Charlotte Radziwill (1667-1695), enige dochter en erfgename van prins Boguslaw Radziwill. Na zijn huwelijk verbleef Lodewijk voor langere tijd te Utrecht.

Frederik Willem hertrouwde in 1668 met Dorothea van Sleeswijk-Holstein-Sonderburg-Glücksburg (1636-1689), de weduwe van hertog Christiaan Lodewijk van Brunswijk-Lüneburg. Uit dit huwelijk werden zeven kinderen geboren:
- Filips Willem (1669-1711), markgraaf van Brandenburg-Schwedt
- Maria Amalia (1670-1739), gehuwd met Karel, zoon van Gustaaf Adolf van Mecklenburg-Güstrow (-1688) en met Maurits Willem van Saksen-Zeitz (1664-1718)
- Albrecht Frederik (1672-1731), markgraaf van Brandenburg-Schwedt, gehuwd met prinses Maria Dorothea (1684-1743), dochter van hertog Frederik Casimir Kettler van Koerland
- Karel (1673-1695), gehuwd met Catharina van Balbiano (-1719)
- Elisabeth Sophia (1674-1748), gehuwd met Christiaan Ernst van Brandenburg-Bayreuth (1644-1712) en met Ernst Lodewijk I van Saksen-Meiningen (1672-1724)
- Christiaan Lodewijk (1677-1734).

### Kwartierstaat
| Joachim Frederik van Brandenburg (1546-1608) | Joachim Frederik van Brandenburg (1546-1608) | Joachim Frederik van Brandenburg (1546-1608) | Joachim Frederik van Brandenburg (1546-1608) | Joachim Frederik van Brandenburg (1546-1608) | Joachim Frederik van Brandenburg (1546-1608) | Catharina van Brandenburg-Küstrin (1549-1602) | Catharina van Brandenburg-Küstrin (1549-1602) | Catharina van Brandenburg-Küstrin (1549-1602) | Catharina van Brandenburg-Küstrin (1549-1602) | Catharina van Brandenburg-Küstrin (1549-1602) | Catharina van Brandenburg-Küstrin (1549-1602) |                                              |                                              | Albrecht Frederik van Pruisen (1553–1618)    | Albrecht Frederik van Pruisen (1553–1618)    | Albrecht Frederik van Pruisen (1553–1618)    | Albrecht Frederik van Pruisen (1553–1618)    | Albrecht Frederik van Pruisen (1553–1618) | Albrecht Frederik van Pruisen (1553–1618) | Maria Eleonora van Gulik (1550-1608)          | Maria Eleonora van Gulik (1550-1608)          | Maria Eleonora van Gulik (1550-1608)          | Maria Eleonora van Gulik (1550-1608)          | Maria Eleonora van Gulik (1550-1608)          | Maria Eleonora van Gulik (1550-1608)          |  |  | Lodewijk VI van de Palts (1539-1583)      | Lodewijk VI van de Palts (1539-1583)      | Lodewijk VI van de Palts (1539-1583)      | Lodewijk VI van de Palts (1539-1583)      | Lodewijk VI van de Palts (1539-1583)      | Lodewijk VI van de Palts (1539-1583)      | Elisabeth van Hessen (1539-1582)     | Elisabeth van Hessen (1539-1582)     | Elisabeth van Hessen (1539-1582)            | Elisabeth van Hessen (1539-1582)            | Elisabeth van Hessen (1539-1582)             | Elisabeth van Hessen (1539-1582)             |                                              |                                              | Willem van Oranje (1533–1584)                | Willem van Oranje (1533–1584)                | Willem van Oranje (1533–1584)         | Willem van Oranje (1533–1584)         | Willem van Oranje (1533–1584)         | Willem van Oranje (1533–1584)         | Charlotte van Bourbon (ca. 1546–1582) | Charlotte van Bourbon (ca. 1546–1582) | Charlotte van Bourbon (ca. 1546–1582) | Charlotte van Bourbon (ca. 1546–1582) | Charlotte van Bourbon (ca. 1546–1582) | Charlotte van Bourbon (ca. 1546–1582) |  |  |  |  |  |  |  |  |  |  |  |  |  |  |  |  |  |  |  |  |  |  |  |  |  |  |  |  |  |  |  |  |  |  |  |  |  |  |  |  |  |  |  |  |  |  |  |  |
| Joachim Frederik van Brandenburg (1546-1608) | Joachim Frederik van Brandenburg (1546-1608) | Joachim Frederik van Brandenburg (1546-1608) | Joachim Frederik van Brandenburg (1546-1608) | Joachim Frederik van Brandenburg (1546-1608) | Joachim Frederik van Brandenburg (1546-1608) | Catharina van Brandenburg-Küstrin (1549-1602) | Catharina van Brandenburg-Küstrin (1549-1602) | Catharina van Brandenburg-Küstrin (1549-1602) | Catharina van Brandenburg-Küstrin (1549-1602) | Catharina van Brandenburg-Küstrin (1549-1602) | Catharina van Brandenburg-Küstrin (1549-1602) |                                              |                                              | Albrecht Frederik van Pruisen (1553–1618)    | Albrecht Frederik van Pruisen (1553–1618)    | Albrecht Frederik van Pruisen (1553–1618)    | Albrecht Frederik van Pruisen (1553–1618)    | Albrecht Frederik van Pruisen (1553–1618) | Albrecht Frederik van Pruisen (1553–1618) | Maria Eleonora van Gulik (1550-1608)          | Maria Eleonora van Gulik (1550-1608)          | Maria Eleonora van Gulik (1550-1608)          | Maria Eleonora van Gulik (1550-1608)          | Maria Eleonora van Gulik (1550-1608)          | Maria Eleonora van Gulik (1550-1608)          |  |  | Lodewijk VI van de Palts (1539-1583)      | Lodewijk VI van de Palts (1539-1583)      | Lodewijk VI van de Palts (1539-1583)      | Lodewijk VI van de Palts (1539-1583)      | Lodewijk VI van de Palts (1539-1583)      | Lodewijk VI van de Palts (1539-1583)      | Elisabeth van Hessen (1539-1582)     | Elisabeth van Hessen (1539-1582)     | Elisabeth van Hessen (1539-1582)            | Elisabeth van Hessen (1539-1582)            | Elisabeth van Hessen (1539-1582)             | Elisabeth van Hessen (1539-1582)             |                                              |                                              | Willem van Oranje (1533–1584)                | Willem van Oranje (1533–1584)                | Willem van Oranje (1533–1584)         | Willem van Oranje (1533–1584)         | Willem van Oranje (1533–1584)         | Willem van Oranje (1533–1584)         | Charlotte van Bourbon (ca. 1546–1582) | Charlotte van Bourbon (ca. 1546–1582) | Charlotte van Bourbon (ca. 1546–1582) | Charlotte van Bourbon (ca. 1546–1582) | Charlotte van Bourbon (ca. 1546–1582) | Charlotte van Bourbon (ca. 1546–1582) |  |  |  |  |  |  |  |  |  |  |  |  |  |  |  |  |  |  |  |  |  |  |  |  |  |  |  |  |  |  |  |  |  |  |  |  |  |  |  |  |  |  |  |  |  |  |  |  |
|                                              |                                              |                                              |                                              |                                              |                                              |                                               |                                               |                                               |                                               |                                               |                                               |                                              |                                              |                                              |                                              |                                              |                                              |                                           |                                           |                                               |                                               |                                               |                                               |                                               |                                               |  |  |                                           |                                           |                                           |                                           |                                           |                                           |                                      |                                      |                                             |                                             |                                              |                                              |                                              |                                              |                                              |                                              |                                       |                                       |                                       |                                       |                                       |                                       |                                       |                                       |                                       |                                       |  |  |  |  |  |  |  |  |  |  |  |  |  |  |  |  |  |  |  |  |  |  |  |  |  |  |  |  |  |  |  |  |  |  |  |  |  |  |  |  |  |  |  |  |  |  |  |  |
|                                              |                                              |                                              |                                              | Johan Sigismund van Brandenburg (1572-1619)  | Johan Sigismund van Brandenburg (1572-1619)  | Johan Sigismund van Brandenburg (1572-1619)   | Johan Sigismund van Brandenburg (1572-1619)   | Johan Sigismund van Brandenburg (1572-1619)   | Johan Sigismund van Brandenburg (1572-1619)   |                                               |                                               |                                              |                                              |                                              |                                              | Anna van Pruisen (1576-1625)                 | Anna van Pruisen (1576-1625)                 | Anna van Pruisen (1576-1625)              | Anna van Pruisen (1576-1625)              | Anna van Pruisen (1576-1625)                  | Anna van Pruisen (1576-1625)                  |                                               |                                               |                                               |                                               |  |  |                                           |                                           |                                           |                                           | Frederik IV van de Palts (1574-1610)      | Frederik IV van de Palts (1574-1610)      | Frederik IV van de Palts (1574-1610) | Frederik IV van de Palts (1574-1610) | Frederik IV van de Palts (1574-1610)        | Frederik IV van de Palts (1574-1610)        |                                              |                                              |                                              |                                              |                                              |                                              | Louise Juliana van Nassau (1576-1644) | Louise Juliana van Nassau (1576-1644) | Louise Juliana van Nassau (1576-1644) | Louise Juliana van Nassau (1576-1644) | Louise Juliana van Nassau (1576-1644) | Louise Juliana van Nassau (1576-1644) |                                       |                                       |                                       |                                       |  |  |  |  |  |  |  |  |  |  |  |  |  |  |  |  |  |  |  |  |  |  |  |  |  |  |  |  |  |  |  |  |  |  |  |  |  |  |  |  |  |  |  |  |  |  |  |  |
|                                              |                                              |                                              |                                              | Johan Sigismund van Brandenburg (1572-1619)  | Johan Sigismund van Brandenburg (1572-1619)  | Johan Sigismund van Brandenburg (1572-1619)   | Johan Sigismund van Brandenburg (1572-1619)   | Johan Sigismund van Brandenburg (1572-1619)   | Johan Sigismund van Brandenburg (1572-1619)   |                                               |                                               |                                              |                                              |                                              |                                              | Anna van Pruisen (1576-1625)                 | Anna van Pruisen (1576-1625)                 | Anna van Pruisen (1576-1625)              | Anna van Pruisen (1576-1625)              | Anna van Pruisen (1576-1625)                  | Anna van Pruisen (1576-1625)                  |                                               |                                               |                                               |                                               |  |  |                                           |                                           |                                           |                                           | Frederik IV van de Palts (1574-1610)      | Frederik IV van de Palts (1574-1610)      | Frederik IV van de Palts (1574-1610) | Frederik IV van de Palts (1574-1610) | Frederik IV van de Palts (1574-1610)        | Frederik IV van de Palts (1574-1610)        |                                              |                                              |                                              |                                              |                                              |                                              | Louise Juliana van Nassau (1576-1644) | Louise Juliana van Nassau (1576-1644) | Louise Juliana van Nassau (1576-1644) | Louise Juliana van Nassau (1576-1644) | Louise Juliana van Nassau (1576-1644) | Louise Juliana van Nassau (1576-1644) |                                       |                                       |                                       |                                       |  |  |  |  |  |  |  |  |  |  |  |  |  |  |  |  |  |  |  |  |  |  |  |  |  |  |  |  |  |  |  |  |  |  |  |  |  |  |  |  |  |  |  |  |  |  |  |  |
|                                              |                                              |                                              |                                              |                                              |                                              |                                               |                                               |                                               |                                               | Georg Willem van Brandenburg (1595-1640)      | Georg Willem van Brandenburg (1595-1640)      | Georg Willem van Brandenburg (1595-1640)     | Georg Willem van Brandenburg (1595-1640)     | Georg Willem van Brandenburg (1595-1640)     | Georg Willem van Brandenburg (1595-1640)     |                                              |                                              |                                           |                                           |                                               |                                               |                                               |                                               |                                               |                                               |  |  |                                           |                                           |                                           |                                           |                                           |                                           |                                      |                                      |                                             |                                             | Elisabeth Charlotte van de Palts (1597-1660) | Elisabeth Charlotte van de Palts (1597-1660) | Elisabeth Charlotte van de Palts (1597-1660) | Elisabeth Charlotte van de Palts (1597-1660) | Elisabeth Charlotte van de Palts (1597-1660) | Elisabeth Charlotte van de Palts (1597-1660) |                                       |                                       |                                       |                                       |                                       |                                       |                                       |                                       |                                       |                                       |  |  |  |  |  |  |  |  |  |  |  |  |  |  |  |  |  |  |  |  |  |  |  |  |  |  |  |  |  |  |  |  |  |  |  |  |  |  |  |  |  |  |  |  |  |  |  |  |
|                                              |                                              |                                              |                                              |                                              |                                              |                                               |                                               |                                               |                                               | Georg Willem van Brandenburg (1595-1640)      | Georg Willem van Brandenburg (1595-1640)      | Georg Willem van Brandenburg (1595-1640)     | Georg Willem van Brandenburg (1595-1640)     | Georg Willem van Brandenburg (1595-1640)     | Georg Willem van Brandenburg (1595-1640)     |                                              |                                              |                                           |                                           |                                               |                                               |                                               |                                               |                                               |                                               |  |  |                                           |                                           |                                           |                                           |                                           |                                           |                                      |                                      |                                             |                                             | Elisabeth Charlotte van de Palts (1597-1660) | Elisabeth Charlotte van de Palts (1597-1660) | Elisabeth Charlotte van de Palts (1597-1660) | Elisabeth Charlotte van de Palts (1597-1660) | Elisabeth Charlotte van de Palts (1597-1660) | Elisabeth Charlotte van de Palts (1597-1660) |                                       |                                       |                                       |                                       |                                       |                                       |                                       |                                       |                                       |                                       |  |  |  |  |  |  |  |  |  |  |  |  |  |  |  |  |  |  |  |  |  |  |  |  |  |  |  |  |  |  |  |  |  |  |  |  |  |  |  |  |  |  |  |  |  |  |  |  |
|                                              |                                              |                                              |                                              |                                              |                                              |                                               |                                               |                                               |                                               |                                               |                                               |                                              |                                              |                                              |                                              |                                              |                                              |                                           |                                           |                                               |                                               |                                               |                                               |                                               |                                               |  |  |                                           |                                           |                                           |                                           |                                           |                                           |                                      |                                      |                                             |                                             |                                              |                                              |                                              |                                              |                                              |                                              |                                       |                                       |                                       |                                       |                                       |                                       |                                       |                                       |                                       |                                       |  |  |  |  |  |  |  |  |  |  |  |  |  |  |  |  |  |  |  |  |  |  |  |  |  |  |  |  |  |  |  |  |  |  |  |  |  |  |  |  |  |  |  |  |  |  |  |  |
|                                              |                                              |                                              |                                              |                                              |                                              |                                               |                                               |                                               |                                               |                                               |                                               |                                              |                                              |                                              |                                              |                                              |                                              |                                           |                                           |                                               |                                               |                                               |                                               |                                               |                                               |  |  |                                           |                                           |                                           |                                           |                                           |                                           |                                      |                                      |                                             |                                             |                                              |                                              |                                              |                                              |                                              |                                              |                                       |                                       |                                       |                                       |                                       |                                       |                                       |                                       |                                       |                                       |  |  |  |  |  |  |  |  |  |  |  |  |  |  |  |  |  |  |  |  |  |  |  |  |  |  |  |  |  |  |  |  |  |  |  |  |  |  |  |  |  |  |  |  |  |  |  |  |
|                                              |                                              |                                              |                                              |                                              |                                              |                                               |                                               |                                               |                                               |                                               |                                               | Louise Charlotte van Brandenburg (1617-1676) | Louise Charlotte van Brandenburg (1617-1676) | Louise Charlotte van Brandenburg (1617-1676) | Louise Charlotte van Brandenburg (1617-1676) | Louise Charlotte van Brandenburg (1617-1676) | Louise Charlotte van Brandenburg (1617-1676) |                                           |                                           | Frederik Willem I van Brandenburg (1620-1688) | Frederik Willem I van Brandenburg (1620-1688) | Frederik Willem I van Brandenburg (1620-1688) | Frederik Willem I van Brandenburg (1620-1688) | Frederik Willem I van Brandenburg (1620-1688) | Frederik Willem I van Brandenburg (1620-1688) |  |  | Hedwig Sophie van Brandenburg (1623-1683) | Hedwig Sophie van Brandenburg (1623-1683) | Hedwig Sophie van Brandenburg (1623-1683) | Hedwig Sophie van Brandenburg (1623-1683) | Hedwig Sophie van Brandenburg (1623-1683) | Hedwig Sophie van Brandenburg (1623-1683) |                                      |                                      | Johan Sigismund van Brandenburg (1624-1624) | Johan Sigismund van Brandenburg (1624-1624) | Johan Sigismund van Brandenburg (1624-1624)  | Johan Sigismund van Brandenburg (1624-1624)  | Johan Sigismund van Brandenburg (1624-1624)  | Johan Sigismund van Brandenburg (1624-1624)  |                                              |                                              |                                       |                                       |                                       |                                       |                                       |                                       |                                       |                                       |                                       |                                       |  |  |  |  |  |  |  |  |  |  |  |  |  |  |  |  |  |  |  |  |  |  |  |  |  |  |  |  |  |  |  |  |  |  |  |  |  |  |  |  |  |  |  |  |  |  |  |  |

Hertogen: Albrecht · Albrecht Frederik · Johan Sigismund · George Willem · Frederik Willem · Frederik

Koningen: Frederik I · Frederik Willem I · Frederik II de Grote · Frederik Willem II · Frederik Willem III · Frederik Willem IV · Wilhelm I · Frederik III · Wilhelm II
- Bibsys: 90559855
- Biblioteca Nacional de España: XX5027287
- Bibliothèque nationale de France: cb12519319x (data)
- Gemeinsame Normdatei: 11853596X
- International Standard Name Identifier: 0000 0001 0911 415X
- Library of Congress Control Number: n81052570
- Nationale Bibliotheek van Letland: 000210345
- Nationale Bibliotheek van Tsjechië: pna2008424933
- Nationale Bibliotheek van Israël: 987007261454005171
- Nationale Bibliotheek van Polen: a0000002637208
- Nederlandse Thesaurus van Auteursnamen: 071145206
- RKD-Nederlands Instituut voor Kunstgeschiedenis: 469614
- LIBRIS: 214474
- SNAC: w6tb1hwz
- Système universitaire de documentation: 034437045
- Virtual International Authority File: 67256875
- WorldCat: E39PBJccbHfFrbXD6T6XjrJkXd